# Ioan Gherghel
Ioan Ștefan Gherghel (Baia Mare, 18 de agosto de 1978) es un deportista rumano que compitió en natación, especialista en el estilo mariposa.
Ganó dos medallas en el Campeonato Mundial de Natación en Piscina Corta, plata en 2004 y bronce en 2006, dos medallas en el Campeonato Europeo de Natación, plata en 2004 y bronce en 2000, y tres medallas de bronce en el Campeonato Europeo de Natación en Piscina Corta, en los años 2002 y 2004.
Participó en tres Juegos Olímpicos de Verano, entre los años 2000 y 2008, ocupando el quinto lugar en Atenas 2004, en la prueba de 200 m mariposa.

## Palmarés internacional
| Campeonato Mundial en Piscina Corta | Campeonato Mundial en Piscina Corta | Campeonato Mundial en Piscina Corta | Campeonato Mundial en Piscina Corta |
| Año                                 | Lugar                               | Medalla                             | Prueba                              |
| ----------------------------------- | ----------------------------------- | ----------------------------------- | ----------------------------------- |
| 2002                                | Moscú (Rusia)                       | Medalla de bronce                   | 200 m mariposa                      |
| 2004                                | Indianápolis (Estados Unidos)       | Medalla de plata                    | 200 m mariposa                      |
| Campeonato Europeo                  |                                     |                                     |                                     |
| Año                                 | Lugar                               | Medalla                             | Prueba                              |
| 2000                                | Helsinki (Finlandia)                | Medalla de bronce                   | 200 m mariposa                      |
| 2004                                | Madrid (España)                     | Medalla de plata                    | 200 m mariposa                      |
| Campeonato Europeo en Piscina Corta |                                     |                                     |                                     |
| Año                                 | Lugar                               | Medalla                             | Prueba                              |
| 2002                                | Riesa (Alemania)                    | Medalla de bronce                   | 200 m mariposa                      |
| 2004                                | Viena (Austria)                     | Medalla de bronce                   | 100 m mariposa                      |
| 2004                                | Viena (Austria)                     | Medalla de bronce                   | 200 m mariposa                      |